# Corrente della Groenlandia occidentale

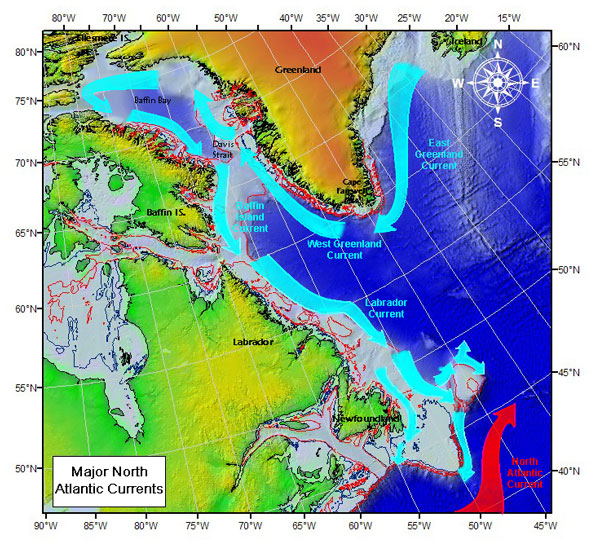
Le principali correnti della Groenlandia

La corrente della Groenlandia occidentale (abbreviata in WGC dall'acronimo dell'inglese West Greenland Current) è una debole corrente oceanica fredda che fluisce in direzione nord lungo la costa occidentale della Groenlandia. La corrente trae origine dal movimento dell'acqua intorno al punto più meridionale della Groenlandia sotto la spinta della corrente della Groenlandia orientale.

## Caratteristiche
La WGC viene considerata una corrente relativamente calda rispetto all'ambiente in cui si origina, collegata su grande scala al sistema climatico del Nord Atlantico attraverso l'influenza combinata dell'acqua proveniente dall'Oceano Atlantico con la corrente di Irminger e dell'acqua polare apportata dalla corrente della Groenlandia orientale.
I dati paleoclimatologici derivanti dall'abbondanza dei foraminiferi indicano che nel corso dell'Olocene, in particolare durante l'optimum climatico dell'Olocene, si ebbero periodici influssi di temperatura calda sia alla superficie del mare che vicino al fondo. L'aumento del flusso della confinante corrente della Groenlandia orientale fu associato ad un incremento del distacco del ghiaccio dal grande ghiacciaio del Sermeq Kujalleq facente parte della calotta di ghiaccio della Groenlandia, che portò ad una fusione accelerata del ghiaccio e a eventi di destabilizzazione. A seguito della neoglaciazione il Sermeq Kujalleq formò una lingua di ghiaccio fluttuante circa 2000 anni fa.